# Aeroporto Internazionale di Vancouver
L'Aeroporto Internazionale di Vancouver è un aeroporto situato vicino a Vancouver, in Canada. Nel 2010, è stato uno degli aeroporti più trafficati del Canada per movimenti di aeromobili (296.511) e passeggeri (17 milioni), proprio dietro al Toronto Pearson International Airport, con voli non-stop giornalieri per molte mete internazionali: Asia, Europa, Oceania, Stati Uniti, Messico, Caraibi oltre a numerose rotte nazionali. Lo scalo dispone di 4 edifici terminal.
È il secondo aeroporto più trafficato del Canada in termini di traffico passeggeri dietro al Toronto Pearson Airport.
L'aeroporto di Vancouver è un hub per Air Canada, Flair Airlines, Pacific Coastal Airlines e WestJet. È anche una città di riferimento per Air North.
L'aeroporto di Vancouver ha registrato 26.379.870 passeggeri nel 2019.
Durante il 2020, l'aeroporto di Vancouver ha gestito solo 7.300.287 passeggeri a causa della crisi del coronavirus.

## Fatti e statistiche
- Situato a 12 km a sud-ovest del centro di Vancouver[2].
- È il secondo aeroporto più trafficato del Canada[2].
- Dispone di un terminal principale con terminal internazionali e nazionali e il terminal sud[2].
- Ha vinto più volte diversi premi come aeroporto internazionale[2].
- L'aeroporto utilizza la tecnologia più recente e offre più di 160 negozi, servizi e ristoranti per fornire un servizio clienti di prima classe ai passeggeri e ai visitatori dell'aeroporto[3].
- YVR si classifica costantemente tra i migliori aeroporti del mondo nei sondaggi sulla soddisfazione dei clienti dei passeggeri[3].
- Il principale aeroporto della costa occidentale più vicino all'Asia, YVR è idealmente situato sulle Great Circle Routes, con infrastrutture e servizi per gestire gli aerei più grandi del mondo in condizioni meteorologiche estreme[3].